# Raynard Tissink
Raynard Shayne Tissink (* 10. November 1973) ist ein ehemaliger südafrikanischer Triathlet und mehrfacher Ironman-Sieger (zwischen 2002 und 2011).

## Werdegang
Im Jahr 2000 wurde Raynard Tissink Sechster bei der Duathlon-Weltmeisterschaft auf der Langdistanz und im selben Jahr startete er bei seinem ersten Ironman (3,86 km Schwimmen, 180,2 km Radfahren und 42,195 km Laufen).
Er konnte acht Mal einen Triathlon über die Ironman-Distanz für sich entscheiden und sein bestes Ergebnis beim Ironman Hawaii war ein fünfter Rang 2010.
2013 beendete er nach mehr als 22 Jahren im Renngeschehen seine aktive Zeit und seitdem ist Tissink als Coach aktiv. 
Im Juni 2021 ging er wieder an den Start und der 47-Jährige wurde Zweiter im Ironman 70.3 Durban.
Raynard Tissink lebt mit seiner Frau  und zwei Kindern in Port Elizabeth.

## Sportliche Erfolge
| Datum/Jahr    | Rang | Wettbewerb                       | Austragungsort        | Zeit     | Bemerkung                                                                                                |
| ------------- | ---- | -------------------------------- | --------------------- | -------- | --- |
| 6. Juni 2021  | 2    | Ironman 70.3 Durban              | Durban                | 04:12:46 | |
| 19. Feb. 2012 | 27   | ITU Sprint Triathlon African Cup | Kapstadt              | 00:57:42 | |
| 7. Aug. 2011  | 2    | Ironman 70.3 Boulder             | Boulder               | 03:51:41 | |
| 26. Juni 2011 | 1    | Ironman 70.3 Buffalo Springs     | Lubbock               | 04:03:27 | [ 2 ] |
| 13. Sep. 2010 | 3    | Ironman 70.3 Muskoka             | Muskoka               | 04:05:13 | in Huntsville                                                                                            |
| 13. Juni 2010 | 1    | Challenge France                 | Niederbronn-les-Bains | 03:58:01 | Sieg und Titelverteidigung über die Mitteldistanz (1,9 km Schwimmen, 90 km Radfahren und 21,1 km Laufen) |
| 7. Juni 2009  | 3    | Challenge France                 | Niederbronn-les-Bains | 03:56:29 | über die Mitteldistanz (1,9 km Schwimmen, 90 km Radfahren und 21,1 km Laufen)                            |
| 18. Jan. 2009 | 1    | Ironman 70.3 South Africa        | East London           | 04:02:04 | Sieger mit neuem Streckenrekord – vor dem Briten Fraser Cartmell und dem Deutschen Konstantin Bachor     |
| 13. Jan. 2008 | 1    | Ironman 70.3 South Africa        | East London           | 04:03:02 | |
| 21. März 2004 | 2    | Ironman 70.3 South Africa        | East London           |          | |

| Datum/Jahr    | Rang | Wettbewerb                                      | Austragungsort     | Zeit     | Bemerkung                                                                                  |
| ------------- | ---- | ----------------------------------------------- | ------------------ | -------- | ------------------------------------------------------------------------------------------ |
| 8. Okt. 2011  | 7    | Ironman Hawaii                                  | Big Island         | 08:22:15 |                                                                                            |
| 10. Apr. 2011 | 1    | Ironman South Africa                            | Port Elizabeth     | 08:05:36 |                                                                                            |
| 12. März 2011 | 4    | Abu Dhabi International Triathlon               | Abu Dhabi          | 06:43:47 | 3 km Schwimmen, 200 km Radfahren und 20 km Laufen                                          |
| 9. Okt. 2010  | 5    | Ironman Hawaii                                  | Big Island         | 08:20:11 |                                                                                            |
| 1. Aug. 2010  | DNF  | ITU Long Distance Triathlon World Championships | Immenstadt         | –        | Langdistanz-WM                                                                             |
| 25. Apr. 2010 | 1    | Ironman South Africa                            | Port Elizabeth     | 08:23:28 |                                                                                            |
| 7. Nov. 2009  | 8    | Ironman Florida                                 |                    | 08:40:21 | in Panama City                                                                             |
| 13. Sep. 2009 | 1    | Ironman Wisconsin                               |                    | 08:45:19 |                                                                                            |
| 30. Aug. 2009 | 3    | Ironman Louisville                              | Louisville         | 08:39:09 |                                                                                            |
| 12. Juli 2009 | 7    | Challenge Roth                                  | Roth               | 08:07:18 |                                                                                            |
| 14. Juni 2009 | 4    | Challenge Kraichgau                             | Kraichgau          | 04:05:23 | auf der Mitteldistanz                                                                      |
| 5. Apr. 2009  | DNF  | Ironman South Africa                            | Port Elizabeth     | –        | Tissink brach das Rennen auf der Laufstrecke ab.                                           |
| 13. Apr. 2008 | 2    | Ironman South Africa                            | Port Elizabeth     | 08:23:09 | [ 9 ]                                                                                      |
| 18. März 2007 | 2    | Ironman South Africa                            | Port Elizabeth     | 08:36:07 |                                                                                            |
| 26. Aug. 2007 | 1    | Ironman Korea                                   |                    | 09:08:09 | Raynard Tissink siegte vor Park Byung-hoon aus Südkorea und Olaf Sabatschus aus Troisdorf. |
| 2. Dez. 2007  | 2    | Ironman Western Australia                       |                    | 08:09:20 |                                                                                            |
| 19. März 2006 | 2    | Ironman South Africa                            | Port Elizabeth     | 08:37:37 |                                                                                            |
| 20. März 2005 | 1    | Ironman South Africa                            | Port Elizabeth     | 08:21:35 |                                                                                            |
| 4. Juli 2005  | 1    | Ironman Austria                                 | Klagenfurt         | 08:14:36 |                                                                                            |
| 2005          | 7    | Ironman Hawaii                                  | Hawaii             | 08:25:52 |                                                                                            |
| 4. Juli 2004  | 2    | Ironman Austria                                 | Klagenfurt         | 08:17:48 |                                                                                            |
| 2004          | 10   | Ironman Hawaii                                  | Hawaii             | 09:04:51 |                                                                                            |
| 24. Aug. 2003 | 1    | Ironman Canada                                  | Kanada             | 08:35:11 |                                                                                            |
| 8. Nov. 2003  | 3    | Ironman Florida                                 | Vereinigte Staaten | 08:38:05 |                                                                                            |
| 29. Juli 2003 | 2    | Ironman Coeur d’Alene                           | Idaho              |          |                                                                                            |
| 25. Aug. 2002 | 1    | Ironman Korea                                   |                    | 08:50:06 | erster Sieg über die Ironman-Distanz                                                       |
| 9. Nov. 2002  | 5    | Ironman Florida                                 | Vereinigte Staaten |          |                                                                                            |
| 25. Mai 2002  | 4    | Ironman Brasil                                  | Brasilien          |          |                                                                                            |
| 31. Jan. 2001 | 3    | Ironman Malaysia                                |                    |          |                                                                                            |
| 2001          | 2    | Ironman South Africa                            | Port Elizabeth     | 08:37:30 | als Zweiter hinter dem Deutschen Lothar Leder                                              |
| 5. Feb. 2000  | 10   | Ironman South Africa                            | Port Elizabeth     |          | erster Ironman-Start                                                                       |

| Datum/Jahr    | Rang | Wettbewerb                                        | Austragungsort | Zeit     | Bemerkung |
| ------------- | ---- | ------------------------------------------------- | -------------- | -------- | --------- |
| 11. Nov. 2000 | 6    | Powerman Long Course Duathlon World Championships | Pretoria       | 02:38:03 |           |

(DNF – Did Not Finish)